# Lee Chih-kai
Pour les articles homonymes, voir Lee.
Dans ce nom chinois, le nom de famille, Lee, précède le nom personnel Chih-kai.
 (août 2017).
Si vous disposez d'ouvrages ou d'articles de référence ou si vous connaissez des sites web de qualité traitant du thème abordé ici, merci de compléter l'article en donnant les références utiles à sa vérifiabilité et en les liant à la section « Notes et références ».
Lee Chih-kai (en chinois traditionnel : 李智凱 ; pinyin : Lǐ Zhìkǎi), né le 3 avril 1996 dans le comté de Yilan, est un gymnaste taïwanais.
Il participe aux Jeux olympiques de 2016, obtenant la qualification lors de l'Olympic Test Event de Rio. Il remporte une médaille d'or lors de l'Universiade de 2017 à Taipei.
En 2018, il remporte la médaille d'or du cheval d'arçons aux Jeux asiatiques et la médaille de bronze du cheval d'arçons aux Championnats du monde.
Il est médaillé d'argent au cheval d'arçons aux Championnats du monde de gymnastique artistique 2019.
Aux Jeux olympiques d'été de 2020, il est médaillé d'argent à l'épreuve de cheval d'arçons ; elle est alors la première médaille olympique de l'histoire de la gymnastique taïwanaise.